# Историја Југославије (књига)
Историја Југославије историографско дело Владимира Ћоровића, једног од најзначајнијих српских историчара први пут је објављено 1933. године. Штампана је на великом формату на 614 страна двостубичним текстом, а у оквиру текста се налази око 100 илустрација. То је прво дело које приказује укупну прошлост Срба, Хрвата и Словенаца. Кратке и популарне историје ових народа пре Ћоровића су писали Станоје Станојевић, Васиљ Поповић и Антон Мелик али их је својим делом Ћоровић надмашио. Приликом стварања овог дела користио је раније историографске резултате, али се ослањао и на своја истраживања. 
Дело је писано без научног апарата јер је било намењено широкој читалачкој публици. Преглед почиње од доласка Словена на Балканско полуострво, а завршава се 1930. годином. Текст је подељен у пет већих целина. За међаше историје узео је 12. век, Косовску битку, битку на Мохачу и Први српски устанак. Није прихватио поделу коју је применио његов учитељ Константин Јиречек. 
Књигу је написао искрени поклоник уједињења Југославије. Ћоровић је идеју југословенства прихватио још као ученик уочи Првог светског рата. Историја Југославије није у свим круговима прихваћена одушевљено али су је позитивно оценили Ћоровићеви савременици: Васиљ Поповић, Алекса Ивић и Фердо Шишић. Сагласни су да је остао веран начелу који је изнео у предговору- историји је једина дужност да утврди чињенице и изнесе пуну истину. Фердо Шишић је рекао:
Он је једнаком симпатијом гледао на Србе, Хрвате и Словенце; нигдје се не осећа какав жалац интолеранције, буди вјерске, буди политичке... С овога гледишта треба да Ћоровићева Историја Југославије служи као узор нашим историчарима.— Фердо Шишић о Ћоровићевој Историји Југославије
Више пажње посветио је историји народа него држава. Заступао је став да политичке границе нису представљале стварне ограде међу племенима. Веровао је да се у народу изграђивала свест о заједници са којом су далековидији умови рачунали. Остајући веран овој претпоставци увек је тражио елементе спајања, а не раздвајања. Радован Самарџић у овоме налази слабу страну овог дела. Друго издање књиге је објављено 1989. али са негативним критикама Радована Самарџића. 